# محمد مهرداد
محمد مهرداد (زاده ۸ بهمن ۱۳۰۸ در کرمان و مرگ ۱۶ بهمن ۱۳۸۴) در دوران دکتر محمد مصدق رهبری سازمان پرچمداران پان‌ایرانیسم را عهده‌دار بود و روزنامه پرچمدار را منتشر می‌کرد.
پدرش حکمران کرمان بود. پس از سقوط رضاشاه و اشغال ایران توسط متفقین، به تهران آمد و وارد جریانات سیاسی شد. اندیشه‌های ملی‌گرایانهٔ او سبب شد تا به همراه چند تن دیگر از دوستانش مکتب پان‌ایرانیسم را بنیان‌گذاری کند. در جریان نهضت ملی شدن نفت به رهبری محمد مصدق به همراه دیگر کوشندگان مکتب پان‌ایرانیسم به این نهضت پیوست
مهرداد در ۱۶ بهمن ۱۳۳۰ توسط گروهی مخالف ترور شد که به علت ضایعات ناشی از این ترور تا پایان عمر قادر به برخاستن و حرکت نبود.